# Graça Raposo
Graça Raposo, née à Lisbonne le 27 avril 1963 est une biologiste cellulaire d'origine portugaise spécialiste du compartiment cellulaire. Elle mène ses recherches à l'institut Curie.

## Biographie

### Éducation
Graça Raposo étudie la biochimie à l'université Paris-Diderot où elle obtient sa licence en 1983. Elle y obtient un master en biologie cellulaire en 1985 et en 1989, elle soutient sa thèse de doctorat à l'institut Jacques-Monod. En 2003, elle obtient son habilitation à diriger des recherches à l'Université Paris-Descartes.

### Carrière
Elle effectue ses recherches postdoctorales au centre d'immunologie de Marseille-Luminy entre 1989 et 1992 puis entre 1992 et 1995 à la faculté de médecine de l'Université d'Utrecht. Elle revient en France en 1995 et rejoint l'unité Compartimentation et dynamique cellulaires, à l’Institut Curie, comme chargée de recherche au CNRS. Elle devient directrice de recherches en 2003. Ses recherches portent sur le trafic intracellulaire. Elle étudie notamment les mélanosomes pour comprendre la régulation de la pigmentation de la peau et les bases cellulaires du mélanome ou des maladies lysosomales.

## Honneurs et récompenses
- 2012 : Médaille d'argent du CNRS[1]
- 2013 : Prix Descartes-Huygens[2]
- 2015 : membre de l'Organisation européenne de biologie moléculaire[2]
- 2018 : prix pour contribution exceptionnelle (special achievement award) de l'International Society for Extracellular Vesicles [3]